# Пестерёвка
Пестерёвка — упразднённая деревня в Купинском районе Новосибирской области России. Входила в состав Новоключевского сельсовета. Упразднена в 1980 году.

## География
Располагалась в 15 км (по прямой) к северо-западу от центра сельского поселения села Новоключи.

## История
В 1928 году посёлок Пестерёвский состоял из 59 хозяйств, в нём располагалась школа 1-й ступени. В административном отношении являлся центром Пестеревского сельсовета Купинского района Барабинского округа Сибирского края.
В годы коллективизации в деревне был образован колхоз «Победа». В 1950 году колхоз вошёл в состав укрупнённого колхоза имени Сталина села Петровка. 
Решением Облисполкома 24 апреля 1980 года, в связи с выездом населения, деревня Пестерёвка исключена из учётных данных.

## Население
В 1926 году в посёлке проживало 297 человек (139 мужчин и 158 женщин), основное население — украинцы.